# Americká arktická expedice

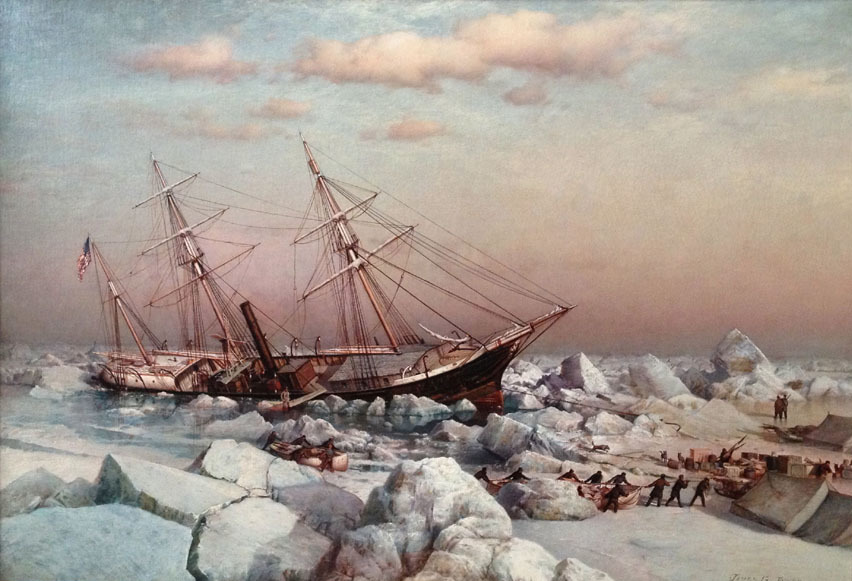
Výprava opouští potápějící se Jeanette

Americká arktická expedice či expedice Jeannette byla americká expedice vedená Georgem W. De Longem, která se neúspěšně pokusila dosáhnout severního pólu na lodi přes Beringův průliv (vycházela z tehdy populárního mylného předpokladu, že kolem severního pólu je volné moře).
Výprava vyplula na lodi Jeannette ze San Francisca 8. července 1879. Dne 7. září uvízla v ledu a pokračovala dále driftováním s ledem. V květnu 1881 objevila dva z De Longových ostrovů. 13. června 1881 byla loď ledem rozdrcena a potopila se. Posádka vyrazila s pomocí člunů, zprvu tažených po ledu jako sáně, směrem k deltě řeky Leny.
Cestou k deltě zemřelo osm ze třiatřiceti členů výpravy, po přistání na břehu pak dalších dvanáct, včetně De Longa. Poslední tři z třinácti přeživších se vrátili do USA 13. září 1882.